# Różanna
Różanna [pronunciación en polaco: /ruˈʐanna/] es un pueblo ubicado en el distrito administrativo de Gmina Bukowiec, dentro del Distrito de Świecie, Voivodato de Cuyavia y Pomerania, en el norte de Polonia central. Se encuentra aproximadamente a 6 kilómetros al sur de Bukowiec, a 12 kilómetros al oeste de Świecie, a 35 kilómetros al noreste de Bydgoszcz, y a 46 kilómetros al noroeste de Toruń.